# مونرويي سنتر (إلينوي)
مونرويي سنتر (بالإنجليزية: Monroe Center)‏ هي منطقة سكنية تقع في الولايات المتحدة في إلينوي. يقدر عدد سكانها بـ 471 نسمة .